# Памятник Клятва поколений (Батайск)
Памятник Клятва поколений — мемориал в городе Батайск Ростовской области.

## История
В годы Великой Отечественной войны, 7 февраля 1943 года войска Красной Армии подошли к оккупированному немцами города Батайску. Ночью завязался  бой за центр города и железнодорожную станцию. Наши наступали быстро, и немцы были вынуждены бросить десятки эшелонов с продовольствием, боевую технику, снаряжение и отступить. Всего они бросили на станции Батайск 17 эшелонов. Отступая, немцы взрывали здания и сооружения, поджигали дома, убивали местных жителей.
В полдень немцы бросили на город новые силы, подтянувшиеся из Ростова и включавшие в себя бронетранспортёры  и авиацию. Разгорелись новые бои в районе совхоза «Красный Сад», в западной части города. В середине дня советские войска освободили центр Западного Батайска. Бойцы 159-й отдельной стрелковой бригады Дмитрий Клачко, Сергей Чевардов и Николай Дуденко установили на стене железнодорожного вокзала красный флаг, возвестивший освобождение города после шестимесячной оккупации.  Планы немецкого командования на отвод 1-й танковой армии на север через Ростов были сорваны.
Победа досталась дорогой ценой - многие воины отдали свои жизни при освобождении города Батайска.
В 1958 году в городе по инициативе местных властей недалеко от кинотеатра, где находилась братская могила воинов, освобождавших Батайск в годы Великой Отечественной войны, был установлен памятник, который не сохранился до наших дней. Там были захоронены 996 воинов, погибших в этой войне. Памятник представлял собой фигуры двух воинов, стоящих во весь рост. Один из воинов держал в правой руке автомат, его левая его рука лежала на плече второго, находившегося в коленопреклоненном положении. Этот гипсовый памятник был высотой около двух метров.
В 70-х годов в Батайске перезахоронили останки воинов из нескольких могил, расположенных в городской черте, в братскую могилу в городском парке. Там, под двумя мраморными плитами покоятся тела 1044 воинов и создан Мемориал Стена Памяти
Мемориал Клятва поколений был открыт в городе Батайске Ростовской области 8 мая 1975 года. Авторы памятника: скульптор В. Д. Батяй, архитекторы Я. С. Занис и П. И. Оноколов.